# Transporte rodoviário no Brasil
O transporte rodoviário no Brasil é o principal sistema logístico do país e conta com uma rede de 1 720 909 quilômetros de estradas e rodovias nacionais (a quarta maior do mundo), por onde passam 65% de todas as cargas movimentadas no território brasileiro. Esse sistema de rodovias é o principal meio de transporte de cargas e passageiros no tráfego do país. A importância desse tipo de transporte se dá desde o início da república, quando os governos começaram a priorizar o transporte rodoviário, em detrimento ao transporte ferroviário e fluvial.
Atualmente, o Brasil é o oitavo maior mercado da indústria automobilística mundial e cerca de 14 mil quilômetros do seu sistema rodoviário são compostos por autoestradas, principalmente no estado de São Paulo (ver Sistema rodoviário do estado de São Paulo). No entanto, apenas cerca de 213 500 quilômetros da malha viária brasileira estão pavimentados, dos quais cerca de 34% são considerados em situação apenas regular e 16% em condições ruins ou péssimas, pela falta de manutenção. Além disso, parte relevante das ligações interurbanas no país, mesmo em algumas regiões de grande demanda, ainda se dão por estradas de terra ou com estado de conservação precário, especialmente nas regiões Norte e Nordeste do país, o que resulta em prejuízos para o transporte de cargas, profissionais liberais e para a população de modo geral, traduzidos em: prejuízos materiais com os danos aos veículos, dificuldades logísticas para o país com a ampliação em várias horas ou até dias para se realizar algum deslocamento, aumento do risco de assaltos, prejudicando inclusive as exportações do país com o aumento do Custo Brasil.
Algumas das rodovias do país foram concedidas à iniciativa privada, e portanto, estão sujeitas a pedágios. As rodovias Anhanguera (BR-050/SP-330), Bandeirantes (SP-348), Imigrantes (SP-160), Castelo Branco (SP-280), Washington Luís (SP-310), Régis Bittencourt (BR-116/SP-230), Dutra (BR-116/SP-060) e Fernão Dias (BR-381) são exemplos deste sistema. O transporte rodoviário de passageiros do país compreende uma rede extensa e intrincada, sendo possíveis viagens que, devido à sua duração, em outras nações, só são realizadas por via aérea. 
O transporte rodoviário de cargas, por sua vez, tem sido criticado devido à sua ineficiência em transportar maiores números de cargas em comparação à outros modais de transportes como o ferroviário e o hidroviário.

## História

Sistema rodoviário brasileiro, com as rodovias duplicadas destacadas

Com uma rede rodoviária de cerca de 1,8 milhões de quilômetros, as estradas são as principais transportadoras de carga e de passageiros no tráfego brasileiro.
Os primeiros investimentos na infraestrutura rodoviária deram-se na década de 1920, no Governo Washington Luís. Em 1926 foi construída a Rodovia Rio-São Paulo, a única pavimentada até 1940. Os governos Vargas e Gaspar Dutra deram prosseguimento aos investimentos rodoviários junto aos ferroviários. O presidente Juscelino Kubitschek (1956-1961), que concebeu e construiu a capital Brasília, foi um dos maiores incentivadores de rodovias. Kubitschek foi responsável pela instalação de grandes fabricantes de automóveis no país (Volkswagen, Ford e General Motors chegaram ao Brasil durante seu governo) e um dos pontos utilizados para atraí-los era, evidentemente, o apoio à construção de rodovias. A política de Kubitschek trouxe ao imaginário popular a sensação de que a rodovia era um fator de modernidade, enquanto a "ferrovia virou símbolo do passado".
Hoje, o país tem instalados em seu território outros grandes fabricantes de automóveis, como Fiat, Renault, Peugeot, Citroën, Chrysler, Mercedes-Benz, Hyundai e Toyota. O Brasil é o quinto mais importante país para a indústria automobilística.

## Administração e manutenção

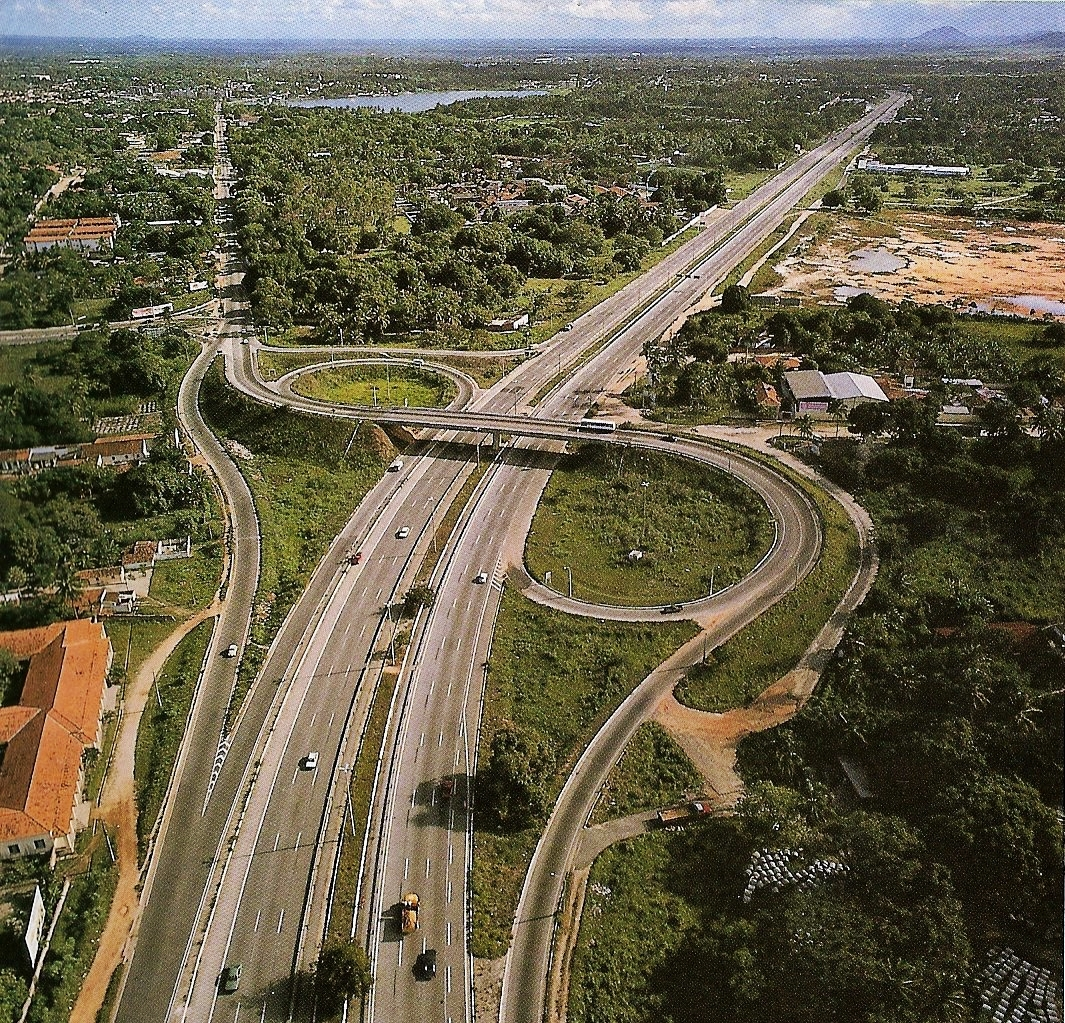
Vista aérea da saída de Fortaleza, Ceará, pela BR-116.

Como regra geral, a manutenção de rodovias é uma das atribuições de todas as esferas governamentais (federal, estadual e municipal). As rodovias interestaduais ou federais (de siglas BR) são mantidas pelo Departamento Nacional de Infraestrutura de Transportes (DNIT), órgão do governo brasileiro. As rodovias intra-estaduais (de siglas SP, RJ, MG, etc.) são mantidas pelos governos dos respectivos estados. Também há rodovias municipais (por exemplo as rodovias vicinais), cuja manutenção cabe ao município.
O estado geral das rodovias brasileiras é precário, especialmente das federais devido ao alto transito de veículos, onde os caminhões geralmente trafegam com carga superior a permitida, e não há balanças para pesagem. Os serviços de manutenção são lentos e as verbas geralmente são insuficientes para a conservação adequada das vias.
Governos têm optado em transferir para a iniciativa privada a administração e conservação das principais rodovias do país, como foi o caso de São Paulo (ver: Sistema rodoviário do estado de São Paulo). Ao mesmo tempo em que desoneram os orçamentos públicos, as concessões rodoviárias permitem um bom nível de serviço. O problema encontra-se no fato de que a população se vê obrigada a custear duplamente o serviço de recuperação das rodovias, já que continua pagando os mesmos impostos ao Governo (que deveriam servir para a recuperação) e se vê obrigada a pagar também pedágios às concessionárias.
Apesar do Brasil ter a maior malha rodoviária duplicada da América Latina (cerca de 14 mil km em 2020), a mesma é considerada insuficiente para as necessidades do país: em 2021, calculava-se que a quantidade ideal de rodovias duplicadas seria algo em torno de 35 a 42 mil km. Os principais eixos rodoviários também tem problemas por possuírem, muitas vezes, geometria inadequada e características construtivas que não permitem o fluxo de longa distância com qualidade (não-interferência do tráfego local e alta velocidade). O Governo Federal Brasileiro nunca concretizou um Plano Nacional de Autoestradas do mesmo nível de países desenvolvidos como Estados Unidos, Japão ou os países europeus, que visasse especificamente os deslocamentos inter-regionais, e que deveriam, preferencialmente, ser atendidos por autoestradas (que se diferenciariam das rodovias duplicadas comuns pelo padrão geométrico, controle de acesso sem acesso aos lotes lindeiros, zero transposições e retornos em nível, proibição de circulação de veículos não-motorizados como ciclistas, tração animal ou propulsão humana, conforme a Convenção de Viena). O Estado Brasileiro, apesar de alguns esforços de planejamento, tem se pautado por uma atuação reativa ao aumento de demanda (apenas duplicando algumas rodovias com traçado antigo e inadequado) e não numa visão propositiva, direcionando a ocupação e o adensamento econômico no território. Outro problema é a falta de direcionamento do Orçamento da União para obras em infraestrutura: no Brasil não há nenhuma lei que garanta verba do Orçamento Federal para obras em rodovias e outros modais de transporte (diferente do que acontece em setores como Educação e Saúde), dependendo exclusivamente da boa-vontade dos governantes. Nos EUA, por exemplo, o imposto sobre gasolina só pode ser usado para obras de infraestrutura de transporte. O Brasil chegou a investir 1,5% do Orçamento do país em infraestrutura nos anos 70, mas nos anos 90, chegou-se a investir somente 0,1% do Orçamento neste setor, mantendo-se uma média de 0,5% nos anos 2000 e 2010, valores insuficientes para a construção da malha rodoviária adequada. A média de investimento dos EUA e da União Europeia foi de 1% entre 1995 e 2013, mesmo eles já possuindo uma infraestrutura rodoviária muito mais avançada do que a do Brasil.
O país ainda possui vários estados onde o acesso pavimentado a 100% dos municípios do estado ainda não foi alcançado. Alguns estados possuem 100% das cidades com acesso asfáltico, como Santa Catarina, que atingiu essa meta em 2014, Paraíba, que atingiu essa meta em 2017, e Alagoas, que atingiu essa meta em 2021. No Rio Grande do Sul, em 2020, ainda havia 54 cidades sem acesso asfáltico. No Paraná, em 2021, ainda havia 4 cidades sem acesso asfáltico. Em Minas Gerais, em 2016, ainda havia 5 cidades sem acesso asfáltico.

### Legislação de tráfego
Rígidas regras sobre a condução nas rodovias brasileiras são previstas no Código Nacional de Trânsito, como velocidade máxima permitida, controle de acesso, uso do cinto de segurança e obrigatoriedade de se manter à direita em vias de múltiplas faixas, sempre que possível. No entanto as únicas que são rigidamente fiscalizadas são sobre o limite máximo de velocidade, que geralmente ocorre através de radares de velocidade, e sobre o uso do cinto de segurança.

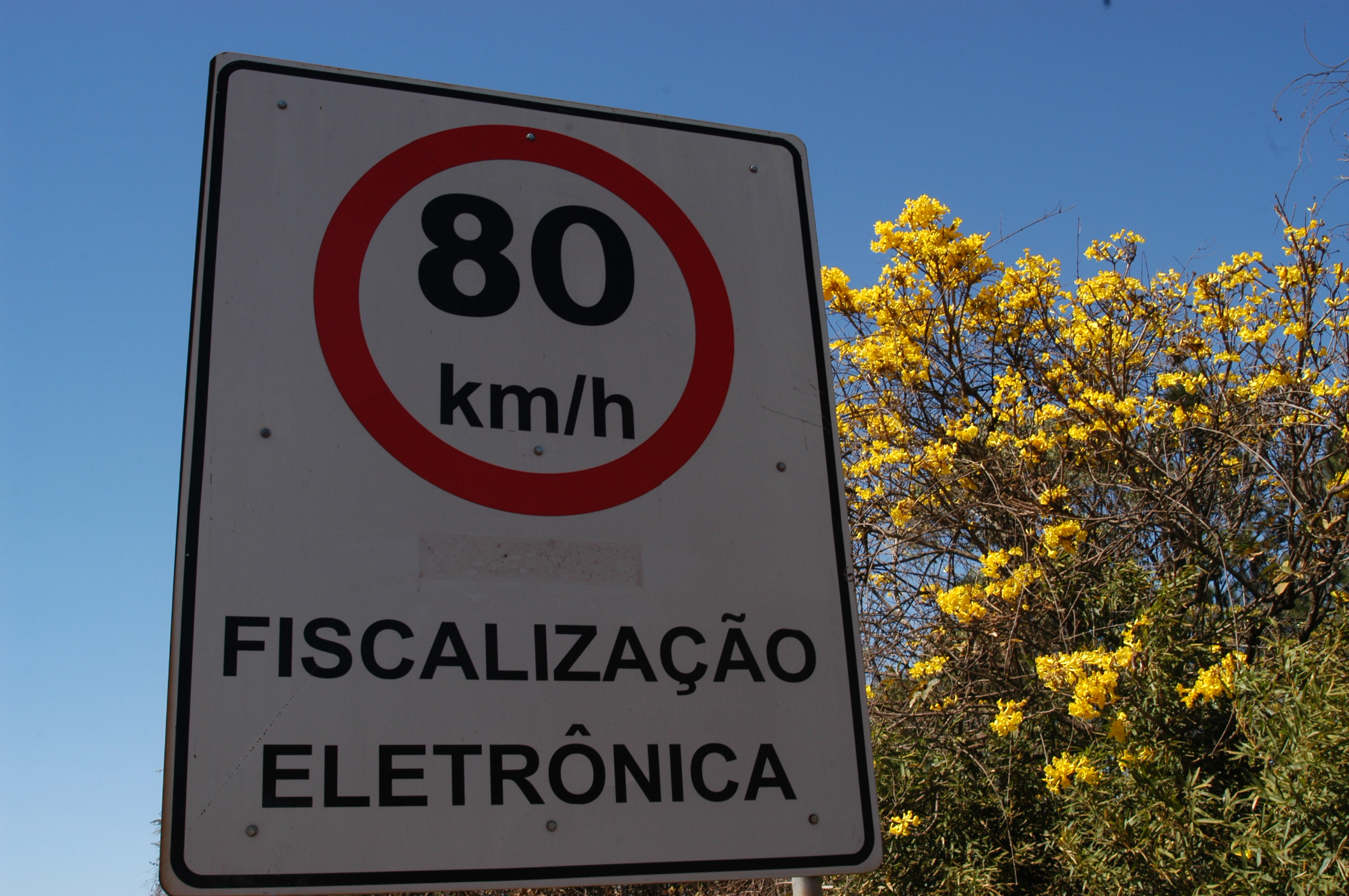
Sinalização indicando o limite de velocidade em uma estrada brasileira.

As rodovias brasileiras são patrulhadas pela Polícia Rodoviária Federal e têm limites de velocidade, isto é, não é permitido transitar nelas a velocidades superiores às indicadas. Embora haja uma avançada legislação de tráfego, os acidentes basicamente são causados devido ao comportamento dos motoristas, sendo as maiores causas de acidentes: o álcool (motoristas bêbados), o sono (principalmente motoristas de ônibus e caminhão que dirigem horas excessivas por dia), a imprudência (desatenção e distração, como usar o celular enquanto dirige) e a imperícia (falta de capacidade para dirigir, como pessoas em idade muito avançada ou com problemas físicos e mentais) dos motoristas. Somente em 2017 foram registrados nas estradas brasileiras 89 518 acidentes, deixando 84 256 feridos e 6 245 mortos.

## Nomenclatura e classificações

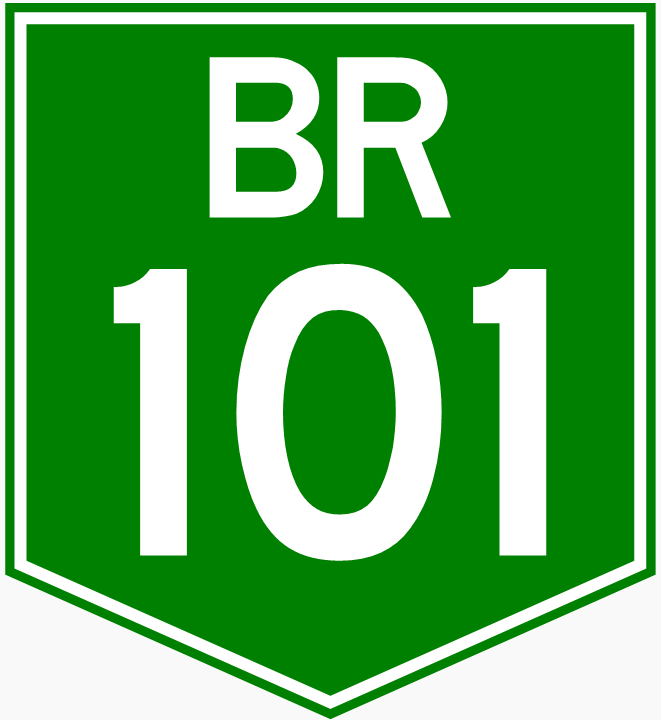
Modelo de placa indicativa da BR-101.

No Brasil, as autoestradas (ou vias expressas) são chamadas de rodovia e a rede rodoviária do país é dividida em dois tipos: estradas regionais (geralmente de menor importância e inteiramente dentro do território de um único estado) e estradas nacionais (de grande importância nacional). No Brasil, o termo rodovia é geralmente empregado às estradas que ligam dois ou mais municípios, com uma distância considerável separando os extremos da estrada. Vias expressas são incomuns no país e quando existem recebem nomes diferentes em cada região (ex: Marginal Tietê, Linha Amarela).
As estradas regionais do país recebem a classificação YY-XXX, onde YY é a sigla do estado onde a rodovia está localizada e XXX é um número (por exemplo, SP-280, onde SP significa que a rodovia está localizada inteiramente no estado de São Paulo). As estradas nacionais são classificadas como BR-XXX (ex: BR-101) e conectam múltiplos estados, além de serem de grande importância para a economia nacional e na ligação terrestre com países vizinhos. O significado dos números são:
- Rodovia radial (000-099): significa que a estrada funciona radialmente, a partir de Brasília. É uma exceção para os casos abaixo;
- Rodovia longitudinal (100-199): significa que a rodovia foi construída no eixo Norte-Sul;
- Rodovia transversal (200-299): significa que a rodovia foi construída no eixo Leste-Oeste;
- Rodovia diagonal (300-399): significa que a estrada foi construída de forma diagonal. Rodovias com números ímpares seguem os eixos Noroeste-Sudeste ou Nordeste-Sudoeste;
- Rodovia de ligação (400-499): significa que a rodovia interliga duas importantes rodovias ou um ponto importante a uma outra rodovia. As rodovias BR-600 e BR-610 são exceções;

Muitas vezes as rodovias brasileiras recebem nomes (de pessoas famosas, por exemplo), mas continuam a ter um nome baseado no sistema AA/BR-XXX (exemplo: a Rodovia Castelo Branco é também denominada SP-280).

### Autoestradas

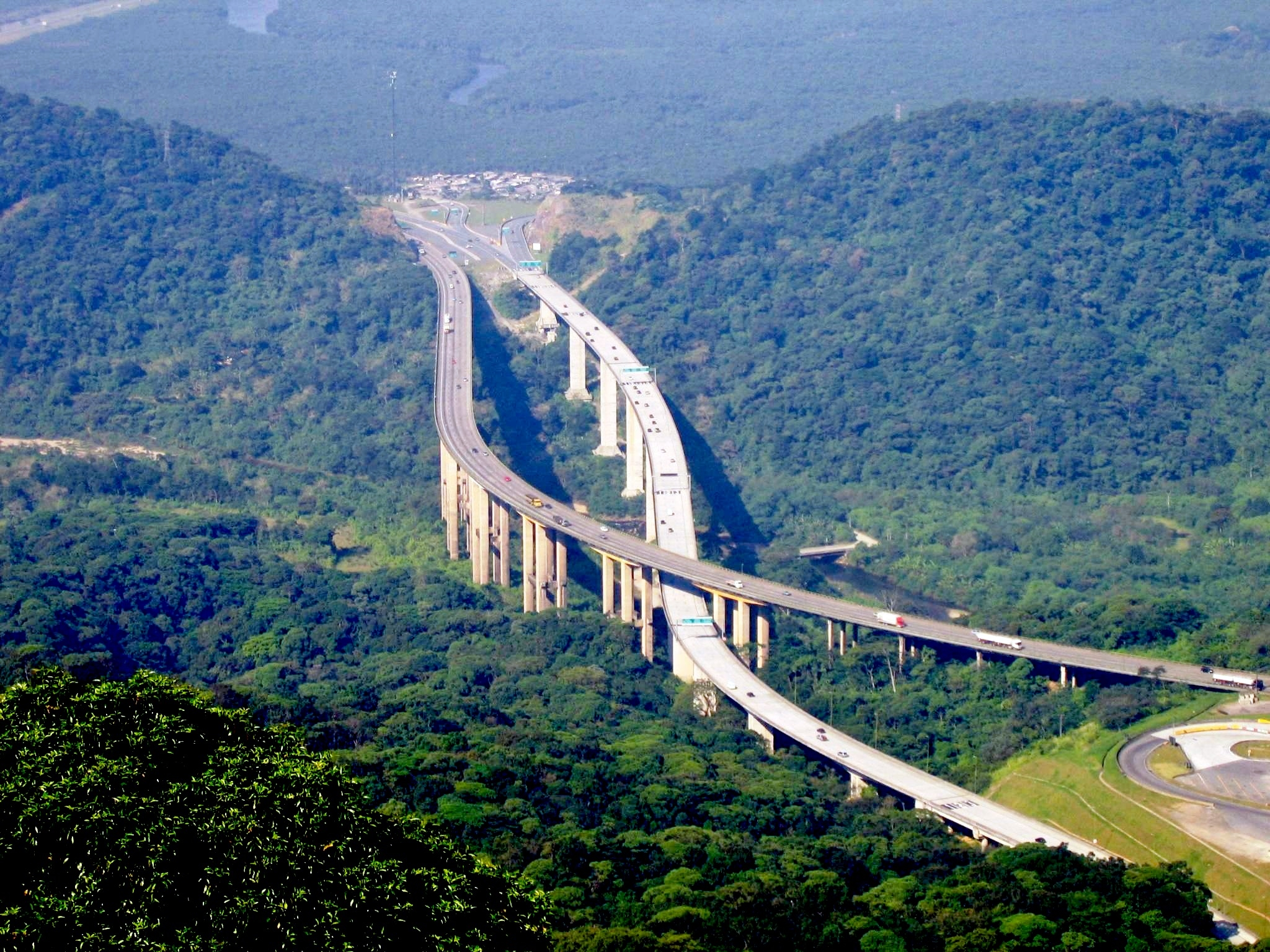
Trecho da SP-160 (Rodovia dos Imigrantes) cruzando a Serra do Mar em São Paulo, Brasil. Essa rodovia foi construída em pista única em 1986 e a segunda pista ficou pronta em 2002.

Uma autoestrada (anteriormente auto-estrada) é uma via de tráfego rápido, com todos os acessos controlados, sem cruzamentos em nível e destinada exclusivamente a veículos motorizados. Nos termos da Convenção de Viena sobre Trânsito Viário, ratificada pelo Brasil em 1980 e em vigor no país desde 1981, os tipos de rodovia que mais se aproximam da definição convencional de autoestrada são as vias urbanas duplicadas de trânsito rápido e o tipo funcional [en] denominado via classe 0 por serem duplicadas e apresentarem trânsito livre, sem interseções em nível, sem travessias de pedestres e sem acesso direto às propriedades adjacentes. Porém, diferentemente da definição convencional, o Código de Trânsito Brasileiro permite que pedestres circulem em qualquer rodovia ou via de trânsito rápido e que ciclistas circulem em qualquer rodovia ou via de trânsito rápido com acostamento, exceto onde houver sinalização proibitiva.
As autoestradas de maior nível técnico no Brasil são definidas "Rodovias Classe 0" pelo Departamento Nacional de Infraestrutura de Transporte (DNIT). Estas autoestradas atendem aos mais altos padrões internacionais de desenho e são projetadas para comportar velocidades de até 130 km/h. A declividade máxima aceita em tais padrões é de 5% (em terrenos montanhosos) e raio mínimo de curva de 665 metros (para superelevação de 12%). As autoestradas atuais no Brasil classificadas "Classe 0" são a Rodovia dos Bandeirantes, a Rodovia Castelo Branco, o trecho da BR-153, entre Itumbiara e Brasília, a Rodovia dos Imigrantes, a Rodovia Washington Luís e a Rodovia Ayrton Senna/Carvalho Pinto. O trecho entre Porto Alegre e Osório da Rodovia Osvaldo Aranha e a via expressa Rodoanel Mário Covas, todas construídas pós-década de 70 alcançando padrões modernos europeus. Outras autoestradas como a BR-101 Sul, a Rodovia Régis Bittencourt e a Rodovia Fernão Dias são de desenho inferior, atendendo a padrões técnicos mais antigos.[carece de fontes?]
Cerca de 14 000 quilômetros do sistema rodoviário brasileiro cumprem os critérios de classificação de autoestradas, segundo dados de 2019, sendo muitas dessas rodovias concedidas à iniciativa privada. No entanto, não há uma designação específica no governo brasileiro para esse tipo de rodovia, sendo que o termo autoestrada não é comumente usado no país; ao invés disto a maioria destas vias são chamadas simplesmente de rodovias ou estradas. São Paulo, com pouco menos de 6.000 quilômetros de autoestradas, tem a maior rede desse tipo de estrada no país. É também o estado com mais rodovias concedidas ao setor privado, resultando no maior valor tarifário por quilômetro do país.[ligação inativa]

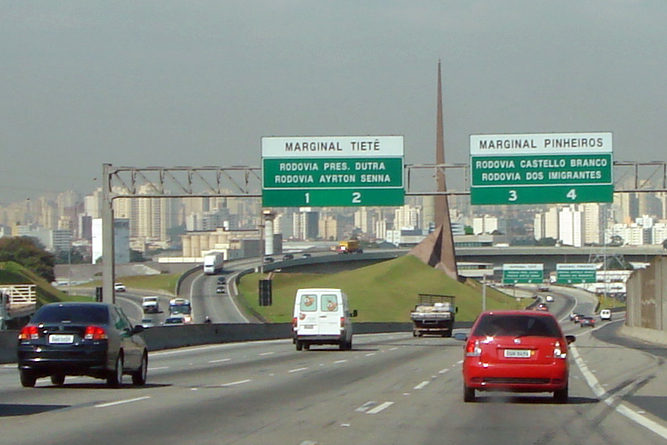
Rodovia dos Bandeirantes na entrada da cidade de São Paulo, considerada uma das melhores rodovias do Brasil pela Confederação Nacional do Transporte.

O início tardio na construção de autoestradas no Brasil se deve a muitos fatores, mas o principal deles se resume na pouca relevância detida pelo transporte rodoviário na primeira metade do século XX. Até então o transporte de cargas e passageiros era massivamente concentrado no transporte ferroviário e o transporte rodoviário era visto como muito dispendioso, desconfortável e demorado. Este cenário perdurou até o início do declínio das ferrovias, que se iniciou com a Crise Mundial de 1929 (quando a principal produto transportado por estas, o café, deixou de ser rentável) e se agravou com a Segunda Guerra Mundial, quando as ferrovias brasileiras chegaram ao seu ponto de saturação. A saturação, aliada à falta de investimentos do período pós-Estado Novo, ligou a imagem das ferrovias à ineficiência. O crescente clamor por melhora nos transportes foi decisivo para a mudança drástica no foco de investimentos do setor liderado pelo presidente Juscelino Kubitschek.
A primeira autoestrada brasileira, a Rodovia Anhanguera, foi concluída em 1953 como uma adaptação da rodovia de pista única inicial. Logo depois, naquele mesmo ano, a segunda pista da Rodovia Anchieta foi inaugurada. Nas décadas seguintes a construção de autoestradas se tornou cada vez mais comum, na maioria das vezes resumidas em adaptação de antigas rodovias de pista única duplicando-as, retificando curvas, retirando cruzamentos em nível e limitando o acesso.